# Eugénio Silva
Eugénio Rafael Pepe da Silva (Barreiro, 25 de Fevereiro de 1937 - 31 de Dezembro de 2022) foi um autor de banda desenhada, ilustrador, publicitário e aguarelista português.
Estudou na Escola de Artes Decorativas António Arroio, em Lisboa, onde concluiu o curso de Desenhador-Gravador-Litógrafo, em 1954. Trabalhou depois como desenhador litógrafo na Litografia Amorim, e como desenhador de tapetes na CUF. Foi publicitário de 1966 a 1970, o que lhe abriria caminho para trabalhar como ilustrador. Foi autor das ilustrações para capa de livros de Emilio Salgari e Alexandre Dumas, e da obra de Wenceslau de Moraes, Serões do Japão.
Foi ilustrador do livro Lições de História Pátria - 3ª classe, um livro didáctico em banda desenhada, com texto de Pedro de Carvalho, várias vezes reeditado, na Porto Editora. Na mesma editora, iniciou a colecção Conheça Portugal e a Sua História, com texto de Pedro de Carvalho, da qual sairiam apenas dois volumes, A Região de Lisboa e A Região do Porto.
A actividade que mais o celebraria seria a banda desenhada, estreando-se com Amoni, uma adaptação de Sinuhe, o Marinheiro, da literatura do Antigo Egipto, publicada no suplemento "Nau Catrineta", do Diário de Notícias, de Lisboa, em 1965. Em seguida, publicou A Gruta dos Três Irmãos, com argumento de Mercês Soares, na revista Pisca-Pisca, em 1970. Realizou a História Pequena do Vidro (1982), um álbum didáctico, para a Companhia Vidreira Nacional, destinado apenas a oferta.
A sua estreia como autor, argumentista e ilustrador de banda desenhada, na categoria de álbum sucedeu com Matias Sándor (1983), uma fiel adaptação do romance de aventuras de Júlio Verne, a preto e branco, na extinta Editorial Pública. A este seguiu-se Eusébio, Pantera Negra (1990), uma biografia de Eusébio, o maior futebolista português de todos os tempos, para a qual dedicou uma vasta pesquisa, que incluiu a colaboração do próprio biografado, e iniciou uma colaboração em regime de exclusividade com a Editora Meribérica-Liber, já extinta. O álbum foi um grande sucesso, com uma primeira tiragem de 26 000 exemplares, originando uma segunda edição, em 1992. Uma terceira edição seria publicada em 2014, no ano do falecimento de Eusébio, pela Editora Arcádia. O seu terceiro álbum foi Inês de Castro (1994), para o qual dedicou também uma exaustiva pesquisa. Foi autor também de História de Seia - A Porta da Estrela (1999) e de Família Ideal: O Sonho do Rapaz da Boina (1999), para as Edições Paulinas.
O seu álbum sobre Zé do Telhado, anunciado em 1990, e longamente aguardado, seria apenas publicado em 2020.
Também foi um aguarelista de talento reconhecido.